# لي جليدهيل
لي جليدهيل (بالإنجليزية: Lee Gledhill)‏ هو لاعب كرة قدم بريطاني في مركز الدفاع، ولد في 7 نوفمبر 1980 في بري ‏ في المملكة المتحدة. لعب مع إبسفليت يونايتد وميدستون يونايتد ونادي بارنت وويلينج يونايتد.